# Віталій (Байрак)
Віта́лій Байра́к (повне ім'я Володимир Васильович Байрак; 24 лютого 1907, Швайківці, Чортківський повіт, Королівство Галичини та Володимирії — 16 травня 1946, Дрогобич, Львівська область, Українська РСР) — український церковний діяч, ієромонах-василіянин, проповідник, місіонер, письменник. Блаженний священномученик Української греко-католицької церкви (Дрогобицький мученик).

## Життєпис
Володимир Байрак народився в 1907 році у селі Швайківці Чортківського повіту (нині Чортківського району Тернопільської області) на Тернопільщині в багатодітній сім'ї Василя та Анни Байраків. Сім'я була середнього достатку. Батько Володимира довгі роки служив при церкві. Був касиром, дзвонарем. Тому змалку всі діти не пропускали жодної церковної відправи, зростали вихованими та слухняними.

### Навчання
Початкову освіту Володимир здобув у Швайківській школі, потім сусідньому селі Шманьківці. У 1922—1924 роках навчався у Чортківській гімназії імені Маркіяна Шашкевича. 4 вересня 1924 року вступив до Василіянського Чину на новіціят у Свято-Миколаївський монастир у селі Крехові на Львівщині. На новіціяті під час обряду облечин у монашу рясу прийняв нове ім'я Віталій. Після складення перших обітів (9 травня 1926), продовжив своє інтелектуальне та духовне формування у різних монастирях, готуючись до прийняття священичого сану: в Лаврові (1927—1929, т. зв. гуманістика — вищі гімназійні студії), в Добромилі (1929—1931, філософія) і Кристинополі (1931—1933, богослов'я). 26 лютого 1933 року бр. Віталій склав вічні обіти у Василіянському Чині, а 2 серпня того ж року — рукоположений на диякона. 13 серпня 1933 року в Жовкві отримав священничі свячення з рук Перемишльського єпископа Йосафата Коциловського. Після висвячення ще рік перебував у Жовківському монастирі й готувався до складення фінального іспиту з богословських предметів.

### Священиче служіння
Завершивши навчання, один рік (1934—1935) був учителем у Місійному інституті ім. св. Йосафата при монастирі оо. Василіян у Бучачі. Викладав релігію і каліграфію, виконував також обов'язки духівника і провадив церковні товариства на парафії при монастирі. В 1935—1941 роках займався душпастирською працею в парафії Пресвятого Серця Христового при Жовківському монастирі. Крім того він був призначений помічником ігумена і провідником «Марійської Дружини дівчат» і «Апостольства Молитви», виїжджав на народні місії та реколекції в різні місця Західної України. Зокрема, виступав із проповідями у Гадинківцях, Пробіжній, Товстенькому, Колиндянах, та інших населених пунктах Тернопільщини.
У 1941 році о. Віталій замінив ігумена монастиря Пресвятої Трійці в Дрогобичі о. Северіяна Бараника, який був убитий наприкінці першої більшовицької окупації Західної України. У Дрогобичі продовжив свою душпастирську працю і став провідником тих же товариств, що й у Жовкві. У 1944 році отець Віталій переведений до Борислава, де був душпастирем, катехитом у школі і помічником при церкві Пресвятої Трійці.

### Арешт і мучеництво

Ікона Блаженного Віталія Байрака

17 вересня 1945 року працівники управління НКВС у Бориславі заарештували о. Віталія Байрака. Він був звинувачений у злочині, який на думку комуністів, мав би вчинити декілька років раніше. Проживаючи на території, окупованій німецькими військами, у 1941 році о. Віталій відправив панахиду в селі Туринка, на могилі воїнів УГА і виголосив з тої нагоди «антирадянську проповідь», яку згодом було опубліковано в Календарі «Місіонаря» на 1942 рік під назвою «Над могилою героїв».
|  | Свою проповідь я побудував в формі розповіді про мандрівника-іноземця, який прийшов оглянути Українські землі. Цей мандрівник побачив на Україні багато могил і спитав одного старця, а він відповів: «Прийшли зі Сходу ніби рідні по імені. Однак ні, ім'я було лише ширмою для страшних злодіянь. Вирізали найкращих наших синів, по-звірячому їх замордували. Цвіт нації. І молодь тисячами полягли в ці могили. Земля поросла могилами…» Далі я говорив про героїв, які полягли за волю України. Закликав віддати їм почесті і бути вірним їх справі (Зі слідчої справи Володимира Васильовича Байрака (о. Віталія). |

У тому ж Календарі «Місіонаря» було опубліковано статтю о. Віталія «Молитва народів». Після арешту ці дві статті стали формальним доказом антирадянської діяльності о. Віталія.
13 листопада 1945 року військовий трибунал Дрогобицької області засудив його на 8 років позбавлення волі у «виправних» таборах примусової праці з конфіскацією майна (якого в нього не було). Його вкинуто в тюрму під назвою «Бриґідки» в Дрогобичі. Отця Віталія звинувачували в тому, що провадив пропаганду з метою послаблення і повалення радянської влади і в деяких контрреволюційних злочинах: порушення громадського порядку і поширення цивільних і релігійних забобонів.
Згідно з офіційними документами — записом у кримінальній справі — отець Віталій Байрак помер 16 травня 1946 року, хоч ця дата смерті суперечить свідченням сучасників. Коли перед Великоднем 1946 року (який того року припадав на 21 квітня) один із вірних приятелів — пан Василенко — приніс для отця Віталія освячені пасхальні страви, у відповідь почув, що його вже немає серед живих. Свідки розповідали, що напередодні, у Страсну П'ятницю, його дуже сильно побили і принесли в камеру у простирадлі… Поховали, мабуть, у спільній могилі на подвір'ї в'язниці поруч із багатьма іншими жертвами НКВС. А 14 серпня 1995 року отця Віталія було посмертно реабілітовано.

## Прославлення
Обряд беатифікації відбувся 27 червня 2001 року в місті Львові під час Святої Літургії у візантійському обряді за участі папи Івана Павла ІІ.

## Вшанування пам'яті
- У 2003 році на честь священномученика Віталія Байрака (а також Северіяна Бараника і Якима Сеньківського) названа Дрогобицька духовна семінарія УГКЦ[7].
- У 2004 році в селі Швайківці блаженному о. Віталію поставлено пам'ятник (скульптор Д. Пилип'як).
- 16 травня 2011 року в храмі Святих апостолів Петра й Павла при василіянському монастирі у м. Дрогобичі встановлено меморіальний постамент на пам'ять про мученицьку смерть блаженного Віталія Байрака[8].
- У 2013 році у Дрогобицькій виправній колонії № 40 відкрили меморіальну таблицю пам'яті блаженного[9].